# Valmontone
Valmontone est une commune de la ville métropolitaine de Rome Capitale dans le Latium en Italie.

## Administration
| Période                                  | Période  | Identité         | Étiquette | Qualité |
| ---------------------------------------- | -------- | ---------------- | --------- | ------- |
| 29 mai 2007                              | En cours | Angelo Angelucci |           |         |
| Les données manquantes sont à compléter. |          |                  |           |         |

### Communes limitrophes
Artena, Cave, Colleferro, Genazzano, Labico, Palestrina

### Personnalités liées à la commune
- Oreste Giorgi
- Giusto de' Conti
- Sergio Rossi